# Torre Dharahara
La torre Dharahara (in nepalese: धरहरा), anche conosciuta come Torre Bhimsen, era una torre di nove piani di forma simile a un minareto alta 61,88 metri che sorgeva nel centro di Sundhara, Katmandu, in Nepal, e faceva parte della architettura cittadina riconosciuta come patrimonio dell'umanità dall'UNESCO. Fu costruita nel 1832 dal Primo Ministro del Nepal Bhimsen Thapa sotto il regno della regina Lalit Tripura Sundari. Oggi la torre non esiste più a seguito del crollo durante il tragico Terremoto che colpì il Nepal nel 2015.

## Storia
Dharahara era l'edificio più alto del Nepal e la seconda torre costruita dal Primo Ministro del Nepal Bhimsen Thapa. La prima torre fu costruita nel 1824 ed era costituita da 11 piani. Durante il terremoto del 1834 entrambe le torri sopravvissero, anche se la prima fu gravemente danneggiata.
La torre era dotata di una scala a chiocciola interna, composta da 213 gradini, che accedeva all'ottavo piano, dove un balcone circolare permetteva una vista panoramica sulla valle di Katmandu. Aveva anche un pinnacolo di bronzo di 5,2 metri sul tetto.
Il 15 gennaio 1934 la prima torre fu completamente distrutta e solo due dei nove piani della Torre Dharahara rimasero. Il Primo Ministro del Nepal del periodo, Juddha Shamsher Jang Bahadur Rana, la fece completamente ristrutturare. In questo periodo, la torre in onore della regina Lalit Tripura Sundari, prese anche il nome di "Torre Bhimsen" o "Bhimsen Stambha".

### Terremoto dell'aprile 2015
Il 25 aprile 2015 un catastrofico terremoto di magnitudo 7,8 ha colpito Katmandu distruggendo, fra gli altri innumerevoli edifici, anche la storica torre. Rimase solamente la base dell'edificio e nelle macerie furono ritrovati circa 60 corpi.
Nel febbraio 2016 è stata annunciata l'intenzione di ricostruire nuovamente Dharahara; il Primo Ministro Khadga Prasad Sharma Oli ed il suo consiglio hanno contribuito al fondo per la ricostruzione con un mese di stipendio.

## Galleria d'immagini

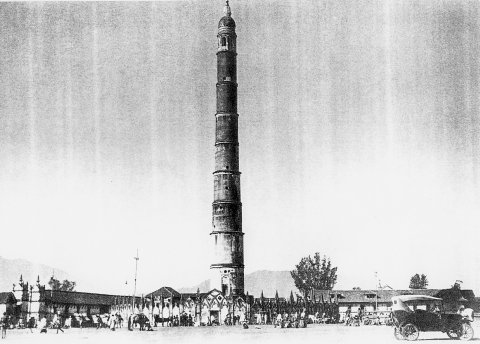
La torre Dharahara prima del terremoto del 1934.
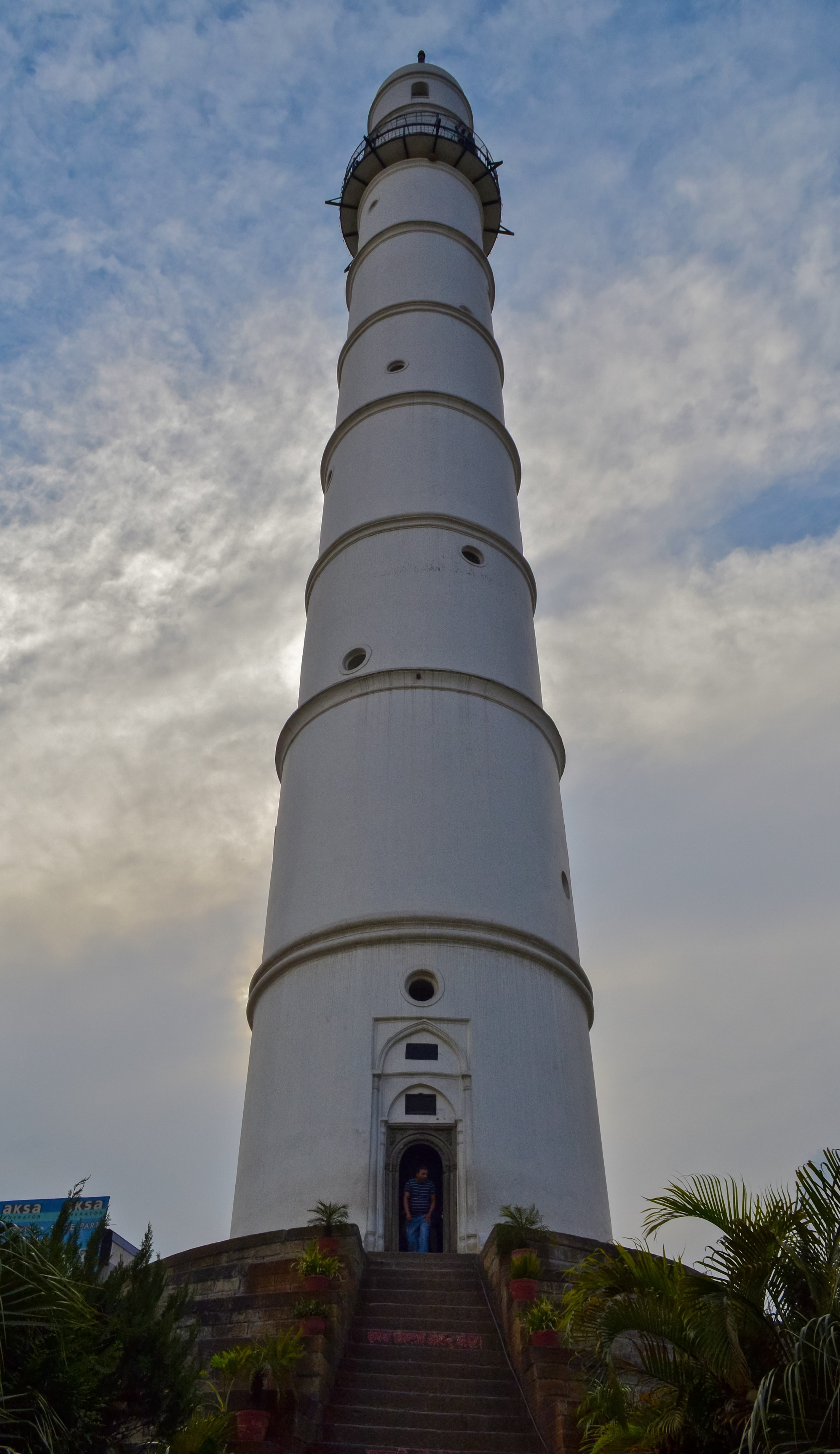
La torre Dharahara nel 2012.
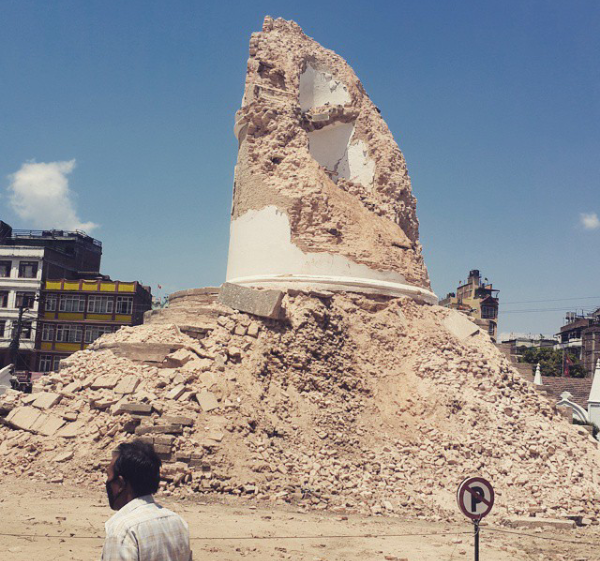
La torre Dharahara dopo il terremoto del 25 aprile 2015.
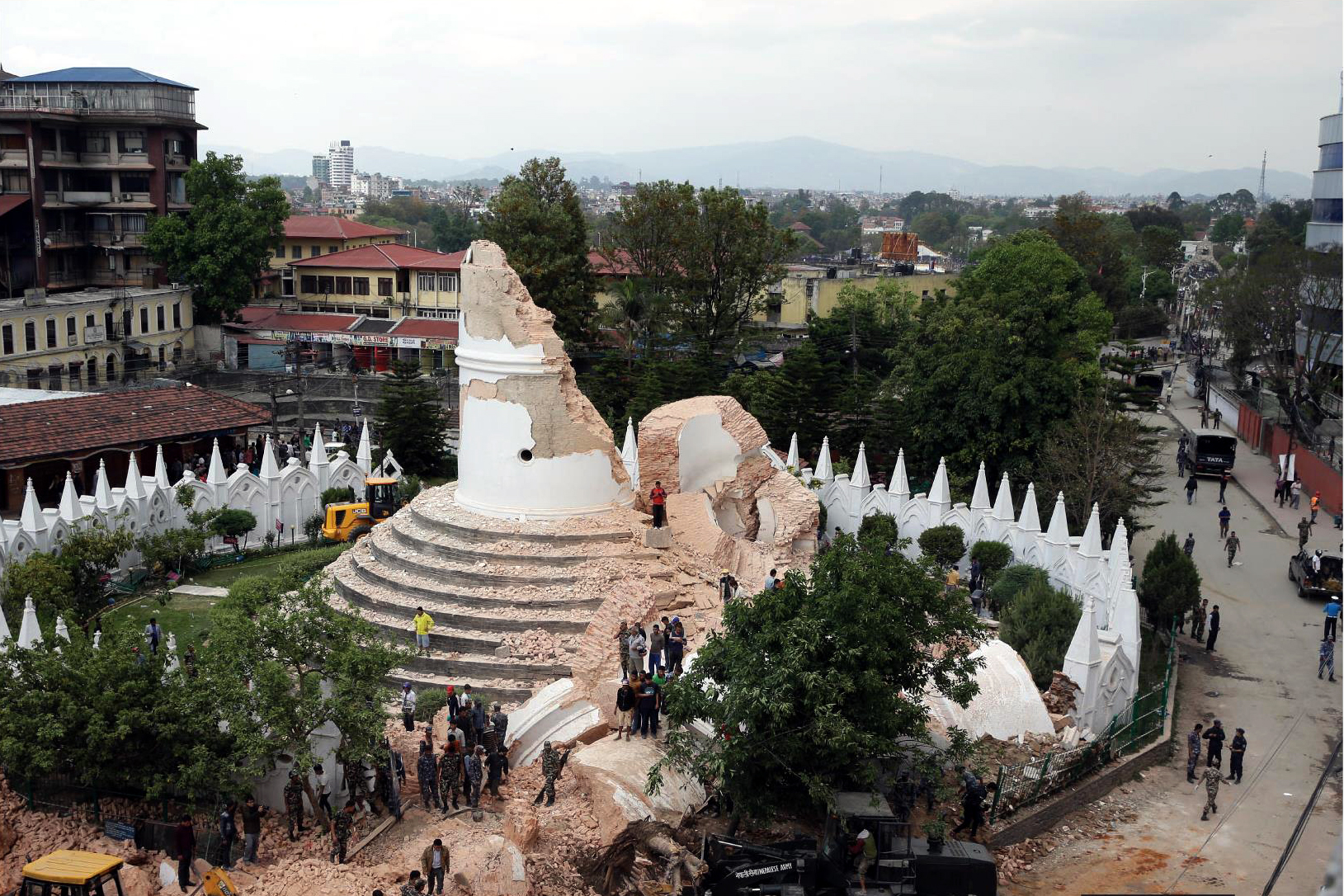
La torre Dharhara dopo il terremoto del 25 aprile 2015.